# 阿纳兰吉鲁富大区
阿纳兰吉鲁富大區是馬達加斯加的23個大區之一，位於該國東部，北臨薩瓦大區，東毗印度洋，南接阿齐纳纳纳大区，西鄰阿劳特拉-曼古鲁大区和苏菲亚大区，首府是费努阿里武-阿齐纳纳纳，下分6縣，面積21,930平方公里，2004年人口約860,800。
1. ↑   (PDF). Institut National de la Statistique Madagascar.   [May 23, 2020]. （原始内容 (PDF)存档于November 18, 2020）.
2. ↑  . hdi.globaldatalab.org.   [2018-09-13].